# 稀土礦物

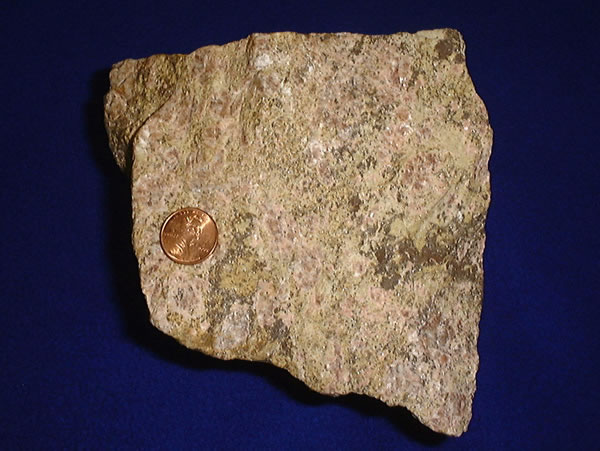
稀土礦物 (以一枚直徑19毫米的1美分硬幣來與礦石做對比)

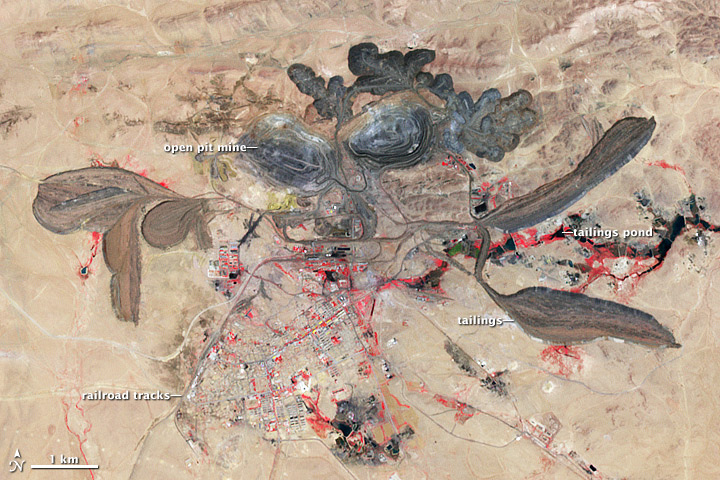
位於中國包頭白雲鄂博礦區的假色衛星相片，2006年

稀土礦物（英語：Rare earth mineral）是指主要成分包含一種或是多種稀土元素的礦物。稀土礦物通常發現於鹼性至過鹼性火成岩組合中、與鹼性岩漿伴生的偉晶岩中，或是存在/伴生於碳酸鹽深成岩中。具有鈣鈦礦結構的礦物是稀土元素鹼性錯合物的常見宿主。來自地幔的碳酸鹽熔體也是稀土的載體。與鹼性岩漿作用相關的熱液礦床含有多種稀土礦物。
而稀土元素是一組共17種，銀白色、質軟、具有光澤，但彼此性質相似難以區別的金屬元素。雖然名為稀土元素，但實際上這些元素在地殼中的數量相對豐富，其中豐度最高的鈰是地殼中排名第25常見的元素（參見地殼元素豐富度列表），佔68百萬分率，含量超過銅。然而，由於稀土元素的地球化學特性，它們在地殼中分布通常十分分散，而罕有富集到高濃度的稀土礦物存在，因此世界上少有具開採價值的礦場，故得「稀土」之名。
中國的儲藏量佔全世界的36.7%，但中國的產量曾佔全世界的95%以上，在2017年佔全世界的81%。到2021年中國的產量佔全世界的60.63%，而同年美國的產量排名第2，佔比為15.52%。
中國的白雲鄂博礦區是世界已知最大的稀土礦物蘊藏區。在2005年，這個礦區的稀土元素產量曾高達全世界的45%。

## 常見稀土礦物
以下所列的是比較常見的熱液稀土礦物，以及經常含有顯著稀土元素替代物的礦物：
- 釔易解石或鈰易解石
- 褐簾石
- 磷灰石
- 氟碳鈰礦（英语：bastnäsite）
- 鈰矽磷灰石（英语：Britholite-(Ce)）或釔矽磷灰石
- 板鈦礦
- 矽鈰石
- 硫矽酸鹽綠簾石Dollaseite-(Ce)
- 氟鈰石（英语：fluocerite）
- 螢石
- 硅鈹釔礦
- 獨居石
- 氟碳鈰鈣石（英语：Parisite-(Ce)）或氟碳鑭鈣石（Parisite-(La))
- 菱硼硅鈰礦（英语：Stillwellite-(Ce)）
- 直碳鈣鈰礦（英语：Synchysite-(Ce)）
- 榍石
- 氧釩釔礦（英语：wakefieldite）
- 磷釔礦
- 鋯石

## 開採作業對環境的可能影響
在自然環境中的稀土元素濃度非常低。蘊藏這類資源的礦山通常位於環境和社會標準非常低的國家，因為礦山的開發，而導致有侵犯人權、森林砍伐的事情，並且污染到當地的土地和水源。
在採礦和工業生產場所附近，稀土元素的濃度會上升到正常背景水準的許多倍。稀土元素一旦進入環境，就會滲入土壤中，然後它們的遷移取決於多種因素，例如侵蝕作用、風化作用、pH值、降水和地下水等。如同金屬一樣，它們可根據土壤條件形成，無論是移動，或是被吸附到土壤顆粒中。根據它們的生物利用度，稀土元素可被植物吸收，然後被人類和牲畜攝入。對於稀土元素的開採，使用（ 肥料添加劑）和磷肥的生產，都會導致稀土元素污染 。此外，在萃取稀土元素的過程中會用到強酸，而這些酸會滲入環境，並通過水體而導致水生環境酸化。
對於稀土元素的開採、提煉和回收，如果管理不當，會對環境造成嚴重後果。稀土元素尾礦中的釷和鈾因有低放射性，而存有潛在危害，這些物質如果處理不當，會對環境造成廣泛的傷害。

## 外部連結
- 维基共享资源上的相關多媒體資源：稀土礦物